# Batalla del Paso del Muerto
La batalla del Paso del Muerto, también conocida como la acción del Paso del Muerto o el combate del Paso del Muerto fue una escaramuza de la Guerra de Santo Domingo o Restauración acontecida el 24 de marzo de 1864 durante el reinado de Isabel II de España. El enfrentamiento ocurrió entre el ejército real español bajo el mando del jefe de brigada de San Antonio de Guerra, el Brigadier Juan Ceferino Suero Carmona, contra las tropas del ejército libertador dominicano comandadas por el General Gregorio Luperón.
Tras concluir con una victoria española el encuentro en el Paso del Muerto fue herido mortalmente el apodado por los peninsulares como el Cid Negro y pocas horas después moriría. Su muerte fue muy dolorosa para el ejército español.

## Antecedentes

### Situación de San Antonio de Guerra
Tras disolverse el campamento de Guanuma que tenía en aprietos a los mambises pasaron a aumentar sus fuerzas. Las comunicaciones de las tropas del Teniente General Pedro Santana Familias, marqués de Las Carreras se iban haciendo difíciles y peligrosas con San José de los Llanos y San Antonio de Guerra.
Las guarniciones españolas de San Antonio de Monte Plata y otros puntos recibieron la orden de retirarse a la Ciudad de Santo Domingo debido a las enfermedades, con este motivo se pudieron reforzar las guarniciones de Hato Mayor del Rey, San José de los Llanos y San Antonio de Guerra.

### Suero al mando de San Antonio de Guerra
Tras ir el Brigadier Juan Ceferino Suero por orden del Gobernador Superior Civil y Capitán General de la Provincia de Santo Domingo, el Mariscal de Campo Carlos de Vargas Machuca y Cerveto, de relevar al Teniente General Pedro Santana del mando de Santa Cruz del Seybo, y ante la negativa de este último terminaría yéndose de dicha villa y en San Antonio de Guerra tomaría el cargo de jefe de la brigada del pueblo homónimo el 14 de marzo: al llegar tuvo noticias de que uno de los grupos de insurgentes más numerosos vagaba por aquellas cercanías y proyectó salir en su búsqueda. Entre sus disposiciones estaba la idea de obrar en combinación con las fuerzas españolas del campamento de Poma Rosa pero en el mismo día que concibió su proyecto recibió de refuerzo al tercer batallón provisional que acababa de llegar de la España peninsular y que venia con el completo de sus soldados.
El día 24 el Brigadier Juan Suero recibió las confidencias donde se le designaba el número de independentistas y el punto qué ocupaban, distante apenas una legua, y entonces mandó formar al tercer batallón provisional, y poniéndose a su cabeza con 100 hombres de las Reservas Provinciales de Santo Domingo, partió en busca de los separatistas a las 6 de la mañana.

## El Combate

### Encuentro
Después de una cuesta, se bajaba una resbaladiza pendiente al cabo de la cual pasaba un desfiladero en cuya orilla opuesta se hallaban los rebeldes dominicanos en el punto llamado el Paso del Muerto, que era un desfiladero difícil rodeado de un frondoso bosque, y al que conducía un camino estrecho y en mal estado. Posicionados los independentistas en el espeso bosque, empezó un fuego muy nutrido por ambos bandos, con lo cual el Brigadier Suero ordenó que le acompañasen tres compañías más el mismo batallón al mando de su primer jefe con una pieza de artillería de montaña, doce ingenieros con un oficial y veinte caballos con otro; disponiendo asimismo que con las cuatro compañías restantes de aquel cuerpo, artillería, caballería e ingenieros, el Coronel Luis Rodríguez defendiese y conservase a toda costa aquel punto y que tomara medidas convenientes para la protección de la columna. Ya siendo las 11 de la mañana el Brigadier Suero se incorporó inmediatamente a la fuerza que la precedía, distante, consiguiendo derrotar y rechazar a las tropas del General Luperón.

## Consecuencias

### La muerte de Suero
Cuando se replegaban las compañías el Brigadier Suero se acercó a un grupo de oficiales, encendió un cigarrillo y cuando más contento se hallaba manifestando su complacencia por el comportamiento de sus aguerrido soldados, vino una bala y le atravesó, dejándole herido de muerte. Al llegar los primeros heridos al pueblo de San Antonio de Guerra los heridos fueron asistidos en el hospital provisional.
A las pocas horas de regresar las tropas españolas a San Antonio de Guerra, tuvieron el disgusto de ver morir a su comandante.

### Reacciones de su muerte

#### Para el Marqués de Las Carreras
El Teniente General Santana sintió amargamente la pérdida del Brigadier Suero, pues veía que iba rápidamente descendiendo a la nulidad por la falta de sus amigos y la hostilidad de sus compatriotas. Desde entonces dejó el marqués de Las Carreras de dar indicios de la actividad y firmeza que tanto le habían encumbrado.

#### Para los Españoles
Ramón González Tablas se refirió a como fue sentida la muerte del Brigadier Suero en el ejército español de la siguiente forma:

“Su muerte fué sinceramente sentida en el ejército, en el que se había ganado la reputación de valiente, sin que nadie dudase jamás de la decisión y sinceridad con que había abrazado la causa de España. Hacia muy poco tiempo que se le había reconocido por S.M. el empleo de brigadier de ejército y con eso se mostraba muy halagado y reconocido.”
Ramón González Tablas

#### La muerte de Suero en la prensa
En el periódico estadounidense The New York Times fue titulada la noticia de su muerte como Un general negro en el servicio español herido de muerte, etc.
En el periódico español La Iberia se narra otra versión de la muerte del Brigadier Suero y que empieza así:

“Se ha confirmado oficialmente la noticia de la muerte del bizarro general don Juan Suero, acaecida á las doce de la roche del Jueves Santo. Este valiente halda salido á reforzar un destacamento une se hallaba comprometido en un reñido combate con los rebeldes en el sitio llamado Paso del Muerto, y al colocarse en el sitio de mayor peligro, donde una pieza de artillería ametrallaba al enemigo, recibió un tiro que le atravesó de costado á costado por debajo de la última costilla, cayendo del caballo y siendo retirado del terreno por el comandante Gautrau y algunos soldados.
Todos los artilleros que servían la pieza á cuyo lado quedó herido el general Suero, fueron otras tantas bajas, si bien solamente cuatro de gravedad.”